# María Dolores Gispert Guart
María Dolores Gispert Guart (Barcelona, 22 de marzo de 1934-ibidem, 20 de julio de 2018) fue una actriz y locutora radiofónica española.

## Biografía
Provenía de una familia de artistas por parte materna: tanto sus abuelos, Carlos Guart y Carmen Illescas (Martínez-Illescas), como su madre Enriqueta Guart Illescas (Martínez-Illescas) eran actores de teatro. Con su madre trabajó en la obra Don Juan Tenorio, en 1972.
Comenzó su carrera radiofónica como locutora en Radio Barcelona. A mediados de los años cuarenta comenzó a trabajar en el doblaje de películas.
En los años setenta, fue la voz de Pippi Calzaslargas. En los ochenta dobló a Sarah Douglas en la serie V; y en los noventa, en la serie Friends, dobló el personaje de Estelle, la representante de Joey Tribbianni.
Prestó su voz también a un buen número de actrices de Hollywood: Whoopi Goldberg, en cincuenta y una de sus películas; Kathy Bates, en cinco películas; Carole Lombard, Darlene Love y Joanna Cassidy entre otras.
También fue directora de doblaje en El color púrpura, o La lista de Schindler.
El 20 de julio de 2018, el Sindicato de Artistas de Doblaje de Madrid (ADOMA) informó a través de la red social Twitter sobre el fallecimiento de la artista a los 84 años. «Nos informan del fallecimiento de María Dolores Gispert. Queremos hacer llegar todo nuestro afecto a familiares, compañeros y amigos. DEP», señaló el mensaje.

## Filmografía
Realizó el doblaje, entre otras, de las siguientes películas:
- La isla del tesoro
- La noche del cazador
- I Confess
- Irma la dulce
- Bonnie & Clyde
- Una lucertola con la pelle di donna
- Duelo a muerte en OK Corral
- Sueños de seductor
- Grease
- Los caballeros de la moto
- Blade Runner, dobló a Joanna Cassidy.
- Los Goonies
- El color púrpura, dobló a Whoopi Goldberg
- Titanic, dobló a Kathy Bates.
- Ghost
- Soltera a los cuarenta
- La telaraña de Carlota.
- El rey León
- Sister Act